# 彭時
彭時（1416年—1475年），字纯道，又字宏道，号可斋。江西承宣布政使司吉安府安福縣（今江西省安福縣）人。明朝狀元，政治人物。

## 生平
生于永樂十四年（1416年），明英宗正統十三年（1448年）戊辰科一甲一名進士及第（狀元）。景泰年間，授翰林院修撰，入閣為閣老之一，但因守制回籍。
英宗復辟，免除受難。天順元年，徐有貞得罪，岳正、許彬相繼被罷免。入閣，太常寺少卿兼兼翰林院學士。天順年間，與李賢(當時明朝首輔)、呂原為當時的宰輔，政興治良。天順八年（1464年），又建議禮制，因而又昇為吏部右侍郎，兼學士。
成化年間，兵部尚書、太子太保兼文淵閣大學士，成化十一年，《英宗實錄》成，累官至太子少保，李賢、陳文相繼過世之後，成化四年四月至成化十一年三月間，為明朝首輔。成化十一年（1475年）卒，贈太師，謚文憲。

## 著作
有著作《可齋雜記》传世。

## 佚事
傳聞正統十三年，京師有童謠稱：「莫問知不知，狀元是彭時。」是年，彭時果然殿試第一。
進士傳臚時，彭時因假寐不至，殿廷相顧疑駭，謂龍首忽失，是何征兆？不久英宗在土木之变中被俘。人間遂有喪元之說。